# Людовик II (король Неаполя)
Людовик II (фр. Louis II d'Anjou; 5 жовтня 1377 — 29 квітня 1417) — король Неаполю у 1389—1399 роках.

## Життєпис

### Герцог
Походив з роду Анжу-Валуа. Син Людовика I, герцога Анжу, графа Мена і Провансу, й Марії де Блуа. Народився у 1377 році в Тулузі.
Після смерті батька 1384 року успадкував Анжуйське герцогство та Менське графство у Франції, графство Прованс і претензії на корону Неаполя. Того ж року перебрався до Провансу, який повстав проти його влади. За допомогою матері до 1387 року зміг знову втихомирити графство.

### Королювання
У 1389 році авіньйонський антипапа Климент VII дарував Людовику інвеституру на Неаполь, оскільки Владислав I, король Неаполю, був відлучений цим антипапою в 1386 році.
У 1390 році Людовик II і його мати зуміли за допомогою найманого війська захопити Неаполь, а король Владислав і його мати-регентка Маргарита Дураццо втекли до Гаети. Фактично Людовик II протягом десяти років володів практично усім Неаполітанським королівством з столицею Неаполем, де втаборився. У 1399 році Владислав I зумів зібрати значне військо і  вигнав Людовика II з Неаполя.

### Подальша діяльність
1400 року одружився з Іоландою Арагонською, донькою Хуана I, короля Арагону. З 1407 року, після вбивства Людовика Орлеанського, брав участь на боці арманьяків у міжусобній війні арманьяків і бургіньонів за королювання Карла VI. Запекло протистояв Жану Бургундському. У 1409 році в місті Екс-ан-Прованс заснував університет.
У 1409 році Людовик Анжу за призовом антипапи Олександра V звільнив Рим від Владислава I, короля Неаполя. Спільно з наступником Олександра V — антипапою Іваном XXIII — Людовик вдерся в межі Неаполітанського королівства і переміг Владислава I у битві при Роккасекка в 1410 році. Проте незабаром Людовик II і Іоанн XXIII втратили підтримку неаполітанської знаті й були змушені відступити. У цей період, після смерті у 1410 році Мартина I, короля Арагону, висувався як претендент на арагонський трон, але був відкинутий місцевою знаттю.
У 1415 році після поразки французьких військ під Азенкуром від англійців на чолі із королем Генріхом V, герцог Анжу перебрався до родинного володіння. Він помер в Анже у 1417 році.

## Родина
Дружина — Іоланда Арагонська(1384—1443).
Діти:
- Людовик (1403—1434), герцог Анжу
- Рене (1409—1480), король Неаполю
- Карл (1414—1472), граф Мен
- Марія (1404—1463), дружина Карла VII, короля Франції
- Іоланда (1412—1440), дружина Філіппа I, герцога Брабанту; у другому шлюбі Франциска I, герцога Бретані.